# École 229
L'École 229 est une école du numérique crée par le fablab Blolab au Bénin depuis 2021.

## Création
Créée et inauguré le 8 juin 2021, l’École 229 est implantée à Cotonou dans les locaux de Blolab,.
C'est une institution éducative qui offre une opportunité de rattrapage scolaire et constitue une communauté active de personnes passionnées qui répondent aux besoins du tissu économique local en termes de compétences et de niveaux de formation,,,,,,.

## Objectif
L'École 229 a pour objectif de promouvoir l'utilisation du numérique en tant que moyen d'inclusion, permettant de découvrir des talents et de garantir leur autonomie en favorisant leur insertion professionnelle dans les domaines du numérique,,,,,,,.

## Parcours
L’École 229 dispose deux (02) parcours à savoir:
- Développement web et mobile: il se déroule sur une durée de 9 mois dont 6 mois de cours et 3 mois en alternance avec les stages. Elle permet d'acquérir les connaissances essentielles des langages de programmation afin de créer des applications web (sites internet et applications) ainsi que des applications mobiles compatibles avec différentes plateformes[15].

- Compétences numériques fondamentales: Cette formation favorise l'acquisition d'une solide expertise en compétences numériques. De plus, elle joue un rôle essentiel dans l'amélioration de l'employabilité des individus et renforce leur aptitude à s'adapter aux évolutions rapides du monde numérique[16].

## Admission
Aucune condition préalable n'est requise pour accéder aux formations dispensées par l'École 229, à l'exception d'une motivation forte de la part de l'apprenant et d'un projet professionnel solide,.